# Podenco valenciano
El podenco valenciano, charnego, xarnego valenciano o Gos coniller,xarnegos   cavileños', es una raza de perro de caza originario de la Comunidad Valenciana, en España.

## Tipos de manto

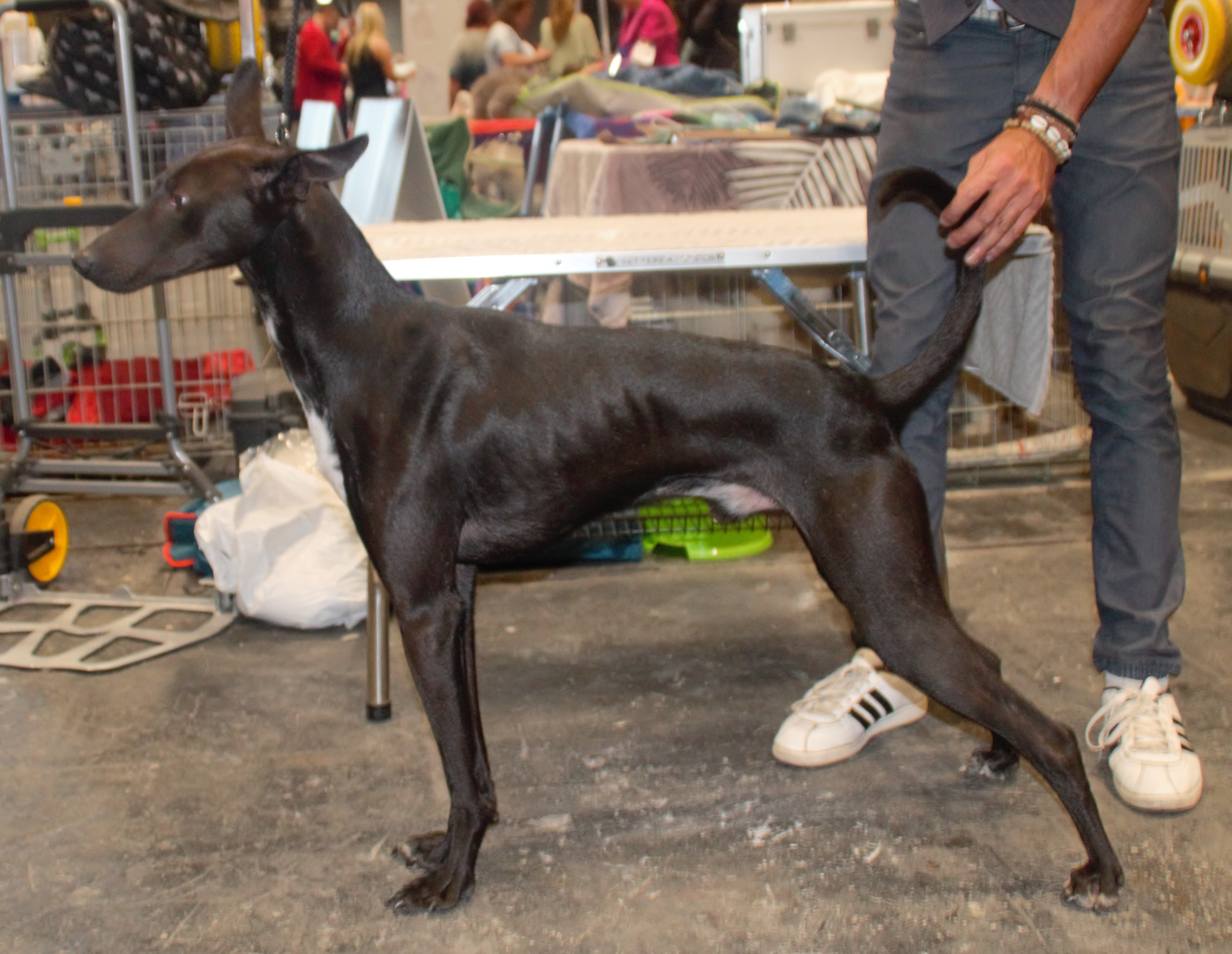
Podenco valenciano con capa negra.

La raza tiene tres tipos de pelo, suave, duro y "sedeño", siendo el único tipo de podencos ibéricos con este último tipo de manto, transmitido aleatoriamente en camadas de cachorros con pelo liso. La variedad de esta raza es conocida como "polserut", término local para este tipo de manto, que, aunque largo, es sustancialmente en apariencia y textura.

## Historia
El xarnego es, posiblemente el más antiguo de los podencos peninsulares.

## Función
Su principal función es la caza del conejo en todas sus formas y terrenos. Cuenta con una actitud cazadora clara y está adaptado a la variedad de ecosistemas de la cuenca del Mediterráneo y particularmente del Levante español y valle del Ebro.
Cuenta con buena vista y oído y un olfato potente que le convierten en un perro de caza versátil.